# Tim’s Bio: Life from da Bassment
Tim’s Bio: Life from da Bassment – debiutancki album Timbalanda wydany w 1998 roku.

## Lista piosenek
1. „Intro” – (Timbaland featuring T.K. Kirkland)
2. „I Get It On” – (Timbaland featuring Bassey)
3. „To My” – (Nas featuring Mad Skillz and Timbaland)
4. „Here We Come” – (Timbaland featuring Magoo and Missy Elliott)
5. „Wit’ Yo’ Bad Self” – (Mad Skillz)
6. „Lobster & Scrimp” – (Jay-Z featuring Timbaland)
7. „What Cha Know About This” – (Mocha featuring Baby Blue)
8. „Can’t Nobody” – (1 Life 2 Live featuring Timbaland)
9. „What Cha Talkin’ 'Bout” – (Timbaland featuring Lil’ Man, Static and Magoo)
10. „Put 'Em On” – (Timbaland featuring Static and Yaushameen Michael)
11. „Fat Rabbit” – (Ludacris featuring Timbaland)
12. „Who Am I” – (Twista)
13. „Talking on the Phone” – (Kelly Price featuring Missy Elliott and Lil’ Man)
14. „Keep It Real” – (Ginuwine featuring Timbaland)
15. „John Blaze” – (Aaliyah featuring Missy Elliott)
16. „Birthday” – (Playa)
17. „3:30 in the Morning” – (Virginia Williams)
18. „Outro” – (Timbaland)
19. „Bringin’ It” – (Troy Mitchell featuring Timbaland)